# نادي الرستاق العماني موسم 2022–23
موسم نادي الرستاق العماني لكرة القدم 2022–23 هو الموسم الرابع الثلاثون في مسيرة النادي منذ تأسيسه عام 1986، والموسم الرابع له في الدوري العماني للمحترفين لكرة القدم تحت مسمى دوري عمانتل العماني بعد توقيع رابطة الدوري العماني للمحترفين اتفاقية رعاية الدوري من قبل شركة عمانتل للإتصالات ، يعتبر هذا الموسم ثاني سنوات الأستاذ هلال البوسعيدي الرئاسية المنتخب رئيس مجلس إدارة نادي الرستاق في 30 أكتوبر 2021، وقيادة المدير الفني للفريق الأول الروماني كاتلين ميهاي حيث تم التعاقد معه في 30 اغسطس 2021 لموسم واحد، بعدما قدم الجهاز الفني عمل مميز قاد الفريق في الدوري للمركز السابع و نهائي كأس السلطان المعظم، ليتم تجديد عقده لموسمين.

## إدارة النادي

### مجلس إدارة النادي والموظفين
| مجلس إدارة النادي      | مجلس إدارة النادي       |
| ---------------------- | ----------------------- |
| رئيس مجلس الإدارة      | هلال بن طالب البوسعيدي  |
| نائب رئيس مجلس الإدارة | صالح بن سليمان السلماني |
| أمين السر              | ثابت بن سعيد المسقري    |
| أمين الصندوق           | ابراهيم بن سيف الغافري  |
| عضو مجلس إدارة         | ناصر بن راشد العبري     |
| عضو مجلس إدارة         | أحمد بن سعيد العبري     |
| عضو مجلس إدارة         | حسان بن ثابت المعمري    |
| عضو مجلس إدارة         | مختار بن محمد السالمي   |
| عضو مجلس إدارة         | فايز بن محمد الهنائي    |

### طاقم المدير الفني كاتلين ميهاي التدريبي
| طاقم التدريب الفني المساعد | طاقم التدريب الفني المساعد |
| --- | -------------------------- |
| \| المدير الفني \| دينو كاتلين ميهاي \| \| ---------------- \| ----------------- \| \| مساعد مدرب الأول \| رزفان اولريان \| \| مدرب حراس المرمى \| أحمد الهطالي \| \| طبيب الفريق \| ياسر السيد \| |                            |
| المدير الفني | دينو كاتلين ميهاي          |
| مساعد مدرب الأول | رزفان اولريان              |
| مدرب حراس المرمى | أحمد الهطالي               |
| طبيب الفريق | ياسر السيد                 |

## أطقم الموسم

### أطقم الفريق الأول
| الطقم الأساسي | الطقم الاحتياطي | طقم الحارس |

### الاستثمار و التسويق
| الملعب               | علامة القميص | شركات راعية على القميص | رعاة آخرين |
| -------------------- | ------------ | ---------------------- | ---------- |
| مجمع الرستاق الرياضي | uhlsport     | مخبز سلمان             | لا يوجد    |

## انتقالات الموسم

### فترة الإنتقالات الصيفية

#### انتقال إلى الرستاق
| تاريخ الإنتقال | المركز | الرقم. | اللاعب         | انتقال من نادي              | تكلفة | ملاحظات        | المصدر |
| -------------- | ------ | ------ | -------------- | --------------------------- | ----- | -------------- | ------ |
| 22 يونيو 2022  | LW     | 10     | بيرسي لانها    | نادي المصنعة العماني        |       |                |        |
| 22 يونيو 2022  | DF     | 30     | ماتيوس فيا     | ريد بل براغانتينو البرازيلي |       |                |        |
| 2 يوليو 2022   | GK     | 1      | بلال البلوشي   | نادي عمان العماني           |       |                |        |
| 16 يوليو 2022  | GK     |        | المهند البلوشي |                             |       | عودة بعد عامين |        |
| 17 يوليو 2022  | DF     | 22     | منتصر الزدجالي | نادي السيب العماني          |       |                |        |
|                |        |        |                |                             |       |                |        |

#### انتقال من الهلال
1. ↑  "بعد انتخابات ساخنة.. هلال البوسعيدي رئيسًا لنادي الرستاق". جريدة الرؤية العمانية. 30 أكتوبر 2021. مؤرشف من الأصل في 2023-02-25. اطلع عليه بتاريخ 2023-02-25.